# Gunslinger Stratos
Gunslinger Stratos (ガンスリンガー ストラトス, Gansuringā sutoratosu) est une série de jeux vidéo de tir à la troisième personne développé par Byking et édité par Square Enix. Le premier épisode sort le 12 juillet 2012 sur arcade et propose un scénario de Norimitsu Kaihō sur une idée originale de Gen Urobuchi. Une suite intitulée Gunslinger Stratos 2 (ガンスリンガー ストラトス2, Gansuringā sutoratosu 2) sort le 20 février 2014 sur arcade et comporte de nouveaux personnages et de nouvelles mécaniques de jeu dans des stages inédits. Un troisième épisode, Gunslinger Stratos: Reloaded (ガンスリンガー ストラトス リローデッド, Gansuringā sutoratosu rirōdeddo), est annoncé pour 2015 sous Windows.
Une adaptation en anime intitulée Gunslinger Stratos: THE ANIMATION (ガンスリンガー ストラトス -THE ANIMATION-, Gansuringā sutoratosu Animēshon) produite par le studio A-1 Pictures est diffusée initialement entre avril et juin 2015 sur Tokyo MX au Japon et en simulcast sur Wakanim et Uplay dans les pays francophones.

## Synopsis
L’archipel, un jour connu sous le nom ‘Japon’, est désormais appelé ‘la 17e Administration de la Zone Extrême-Orient’. Une vie paisible fut promise aux citoyens en échange d’une partie de leur confort. Le peuple croyait alors que rien ne changerait jamais et que le lendemain serait identique à la veille. Personne ne se doutait de l’ampleur de la catastrophe qui allait s’abattre sur la société.

## Personnages
Tohru Kazasumi (かざすみ とおる, Kazasumi Tōru)
Voix japonaise : Atsushi Abe
Kyōka Katagiri (かたぎり きょうか, Katagiri Kyoka)
Voix japonaise : Hisako Kanemoto
Kyōma Katagiri (かたぎり きょうま, Katagiri Kyoma)
Voix japonaise : Masakazu Nishida
Shizune Rindo (りんどう しづね, Rindō Shizune)
Voix japonaise : Kana Ueda
Remy Ohdner (レミー・オードナー, Remī ōdonā)
Voix japonaise : Miyuki Sawashiro

## Anime
L'adaptation en anime est annoncée en décembre 2014. Celle-ci est produite au sein du studio A-1 Pictures avec une réalisation de Shinpei Ezaki, un scénario original de Gen Urobuchi et Norimitsu Kaihō ainsi que des compositions de Tetsuya Kobayashi. La série télévisée est diffusée initialement à partir du 4 avril 2015 sur Tokyo MX au Japon. Dans les pays francophones, elle est diffusée en simulcast par Wakanim.

### Liste des épisodes
| No | Titre en français                                | Titre original                                         | Date de 1re diffusion |
| -- | ------------------------------------------------ | ------------------------------------------------------ | --------------------- |
| 1  | Ouverture des hostilités : l'autre moi           | 戦端 もう一人の僕 Sentan mōhitori no boku              | 4 avril 2015          |
| 2  | La fin d'un monde                                | 覚悟 終わる世界 Kakugo owaru sekai                     | 11 avril 2015         |
| 3  | Sortie. Un instant éphémère                      | 出撃 凜として儚く Shutsugeki kibishi to shite hakanaku | 18 avril 2015         |
| 4  | Confrontation. Ceux qui protègent le temps       | 対決 時を守る者 Taiketsu-ji o mamoru mono              | 25 avril 2015         |
| 5  | Révélation. Deux histoires                       | 啓示 二つの歴史 Keiji futatsu no rekishi               | 2 mai 2015            |
| 6  | Dérive. Un autre monde                           | 漂流 もう一つの世界 Hyōryū mōhitotsu no sekai          | 9 mai 2015            |
| 7  | Retrouvailles. Un rêve amer                      | 再会 苦い夢 Saikai nigai yume                          | 16 mai 2015           |
| 8  | Champ de bataille. Le Prix de l'effusion de sang | 戦場 流血の代償 Senjō-ryū chinodaishō                  | 23 mai 2015           |
| 9  | Basculement. Le châtiment de l'orgueil           | 急転 傲慢の報い Kyūten gōman no mukui                  | 30 mai 2015           |
| 10 | Contre-attaque. La voie des sentiments           | 反撃 気持ちの行方 Hangeki kimochi no yukue             | 6 juin 2015           |
| 11 | Bataille décisive. Aux confins du temps          | 決戦 時の終りにて Kessen-ji no owari nite              | 13 juin 2015          |
| 12 | Rencontre fortuite. Notre futur                  | 邂逅 僕らの未来 Kaigō bokura no mirai                  | 20 juin 2015          |

### Musique
| Générique | Épisodes | Début       | Début         | Fin   | Fin        |
| Générique | Épisodes | Titre       | Artiste       | Titre | Artiste    |
| --------- | -------- | ----------- | ------------- | ----- | ---------- |
| 1         | 1 – 12   | vanilla sky | Mashiro Ayano | Mirai | GARNiDELiA |